# Jeorjos Karadzaferis
Jeorjos Karadzaferis, gr. Γεώργιος Καρατζαφέρης (ur. 11 sierpnia 1947 w Atenach) – grecki dziennikarz i polityk, poseł do parlamentu krajowego (1993–2004 i 2007–2012), eurodeputowany VI kadencji (2004–2007), założyciel i przewodniczący Ludowego Zgromadzenia Prawosławnego.

## Życiorys
Absolwent dziennikarstwa w London School of Journalism. Od 1969 pracował jako dziennikarz radiowy i telewizyjny. Został założycielem i właścicielem prywatnej telewizji.
W wyborach parlamentarnych w 1993 uzyskał mandat deputowanego do Parlamentu Hellenów z ramienia Nowej Demokracji (w 1996 i w 2000 wybierany po raz kolejny). W 2000 został pozbawiony członkostwa w Nowej Demokracji, założył własną partię – Ludowe Zgromadzenie Prawosławne. Na czele tego ugrupowania stał do 2019. Reelekcję do parlamentu krajowego uzyskiwał z jego listy w 2007 i 2009 odpowiednio w okręgu Saloniki B i Ateny B. Mandat deputowanego sprawował do 2012.
Od 2004 do 2007 był posłem do Parlamentu Europejskiego VI kadencji. Należał do grupy politycznej Niepodległość i Demokracja. Pracował w Komisji Spraw Zagranicznych. Na forum PE interweniował w sprawie ludobójstwa Greków pontyjskich.